# Pokoli albérlet
A Pokoli albérlet (eredeti cím: The Resident) 2011-ben bemutatott amerikai–brit thriller, melyet Antti Jokinen rendezett. A főszereplők Hilary Swank és Jeffrey Dean Morgan. A film középpontjában egy fiatal nő, Dr. Juliet Devereau áll, aki kibérel egy lakást New Yorkban. Ám furcsa dolgok kezdenek el történni és gyanítja, hogy valaki követi őt.
Az Amerikai Egyesült Államokban 2011. március 29-én mutatták be, míg Magyarországon DVD-n jelent meg szinkronizálva 2019. március végén. A film összességében kedvezőtlen kritikákat kapott az értékelőktől. A Rotten Tomatoes oldalán a Pokoli albérlet 35%-os minősítést kapott, 31 értékelés alapján.

## Cselekmény
A sürgősségi sebész, Juliet Devereau (Hilary Swank) kibérel egy lakást egy Max (Jeffrey Dean Morgan) nevű férfitől New York Cityben. Juliet nemrég szakított barátjával, Jackkel (Lee Pace), miután rajtakapta őt egy másik lánnyal, bár még mindig érez iránta valamit. Nem sokkal később Juliet úgy véli, valaki a nyomában van, megfigyeli az utcákon és nyilvánvalóan a lakásába is behatol.
Egy partin Juliet összetalálkozik Maxszel és flörtölni kezdenek egymással. Ahogy hazafalé tartanak, Jack követni kezdi az utca túloldaláról. Juliet megpróbálja megcsókolni Maxet, de a férfi visszahúzódik. A későbbiekben megbeszélnek egy randevút. Egy visszaemlékezés megmutatja, hogy Max az a személy, aki Juliet-et követi. Újjáépítette a lakását, amely titkos folyosókat és egyirányú tükröt foglal magába, amiben őt nézheti. A Jack iránti érzelmek miatt Juliet megszakítja Maxszel a romantikus kapcsolatot. Max továbbra is figyeli Juliet-et és végignézi szexuális együttlétét Jackkel. Másnap Juliet borát begyógyszerezi, hogy öntudatlan állapotában közel lehessen hozzá. Miután két hét alatt a harmadik alkalommal alszik el és késik a munkából, Juliet gyanakodni kezd, hogy elkábították, ezért biztonsági kamerákat szereltet fel a lakása egyes pontjába.
Jack és Juliet a közös randijukon jól érzik magukat, de az elbúcsúzásukat követően Max megtámadja a férfit egy felüljárónál. Azon az éjszakán Max bedrogozza Juliet-et és megpróbálja öntudatlan állapotában megerőszakolni, ám a lány felébred és egy injekció beadása után elmenekül. Másnap reggel Juliet megtalálja a tű fedelét a padlózaton. A munka során megvizsgálták a vérét és a vizeletét, amiből megtudják, hogy Demerol és más gyógyszerek hatása alatt állt. Hazarohan, és ott találja Jack holmijait, de neki semmi jele nincs. A saját hálóingjét egy olyan helyen találja, ahol ő nem hagyta. Ellenőrzi a biztonsági kamera felvételeit és látja, hogy Max megtámadta őt.
Max belép a lakásába, és megpróbál itatni vele egy kis bort, de Julie elutasítja. Megtámadja őt és próbálja ismét bedrogozni. Sikerül elmenekülnie a férfi kezei közül és bezárkózni a fürdőszobába, de Max áttöri a tükröt és az egyik titkos folyosóra rántja. Az elrejtőzködés folyamán Juliet rábukkan Jack holttestére. A film legvégén Juliet megöli Maxet, egy szögbelövővel fejbe lőve őt, majd elmenekül.

## Szereplők
| Szereplő        | Színész             | Magyar hang        |
| --------------- | ------------------- | ------------------ |
| Juliet Devereau | Hilary Swank        | Kisfalvi Krisztina |
| Max             | Jeffrey Dean Morgan | Csankó Zoltán      |
| Jack            | Lee Pace            | Markovics Tamás    |
| Sydney          | Aunjanue Ellis      | Sági Tímea         |
| August          | Christopher Lee     | Barbinek Péter     |

## A film készítése
A film forgatása New York Cityben és Új-Mexikóban zajlott, 2009. május 21-től július 11-ig.[forrás?]